# Lnáře (starý zámek)
Starý zámek Lnáře je tvrz přestavěná na zámek v obci Lnáře v severozápadní části okresu Strakonice a Jihočeského kraje. Tvrz prošla dlouhým stavebním vývojem od čtrnáctého do sedmnáctého století. Mezi význačné vlastníky patřily rody Zmrzlíků ze Svojšína, Šternberkové, Novohradští z Kolovrat nebo Černínové z Chudenic.
Areál zámku je chráněn jako kulturní památka. Význam zámku spočívá ve vysoké urbanistické hodnotě, působivém vztahu k budově nového zámku a v množství dochovaných architektonických konstrukcí.

## Historie
První písemná zmínka o lnářské tvrzi (někdy označované také jako hrad) je až z roku 1465, ale ve vsi už ve čtrnáctém století sídlil rod vladyků ze Lnář. Prvním známým příslušníkem rodu byl Oldřich ze Lnář připomínaný roku 1313 jako člen družiny krále Jana Lucemburského. O pět let později vesnice patřila Habartovi ze Lnář. Ve druhé polovině čtrnáctého století je v letech 1364–1404 často uváděn Konrád ze Lnář, který mimo jiné v období 1388–1399 zastával funkci zemského soudce. Jeho nástupcem se stal Vilém ze Lnář, účastník Svatomartinského sněmu v Praze. V letech 1418–1420 ve Lnářích zastával úřad purkrabího Vyntíř z Kadova.
Díky příbuzenským svazkům tvrz okolo poloviny patnáctého století získali Zmrzlíkové ze Svojšína. Prvním z nich byl Petr Zmrzlík ze Svojšína, který lnářským panstvím pojistil věno ve výši 700 kop grošů manželce Anně ze Šternberka. Ke Lnářům v té době patřily vsi Sedlečko, Zahorčice, Chlum, Zámlyní, Vrbno, Pole, Hradiště, Budislavice a Dožice. Po Annině smrti bylo její věno roku 1465 prohlášeno za odúmrť a pozůstalí dostali od krále Jiřího z Poděbrad finanční náhradu ve výši 700 kop grošů. Lnáře připadly Václavu Zmrzlíkovi, který v letech 1472–1473 vyplatil tři podíly příbuzných. Zbývající část ve výši 300 kop grošů vyplatil panovník už v roce 1466, ale Václavův bratr a nástupce Jaroslav Zmrzlík o tyto peníze vedle spor u dvorského soudu ještě v roce 1490. I v této době existoval úřad lnářského purkrabího, který v letech 1483–1489 zastával Martin Papák a roku 1498 Václav Šitka.
V šestnáctém století ve Lnářích sídlil Václav Zmrzlík, který si do obnovených desk zemských nechal zapsat Lnáře s tvrzí, poplužním dvorem, městečkem Kasejovice s dvorem a mnoha dalšími vesnicemi. Celý tento majetek dne 25. dubna 1564 prodal Zdeňkovi ze Šternberka na Blatné za 20 000 kop pražských grošů. Zdeněk zemřel roku 1575, ale rok předtím zastavil Lnáře Václavovi z Donína na Bílém Újezdci, protože mu nemohl vyplatit dluh ve výši 10 000 kop pražských grošů. Zdeněk však dlužil dalších 15 000 kop grošů Volfovi Novohradskému z Kolovrat, a roku 1575 mu proto slíbil postoupit lnářské panství. K tomu došlo roku 1577 poté, co Zdeňkovi synové nejprve odprodali vesnice Radošice, Týniště, Budislavice a Pole.
Volf Novohradský z Kolovrat nechal přestavět starou gotickou tvrz na renesanční zámek dokončený nejspíše v roce 1593. Kromě toho panství rozšířil o Zahorčice (1605) a Kladrubce (1607). Volf zemřel roku 1609 a panství převzal jeho syn Zdeněk Novohradský z Kolovrat, který je v roce 1617 prodal Adamovi ze Šternberka za 100 000 kop míšeňských grošů. Kupní smlouva zahrnovala lnářský zámek s pivovarem a dvorem a vsi Lnáře, Újezd, Chlumeček, Předmíř, Zámlyní, Řiště, Zahorčice, Kocelovice, Tchořovice a Hornosín. Zdeňkův syn Jaroslav Volf ze Šternberka roku 1623 přikoupil Bělčice, které odkázal manželce Maximilianě Veronice ze Švihova, ale zbytek panství zdědila dcera Eva Johanna. Ta lnářské panství prodala roku 1629 Aleši Ferdinandovi Vratislavovi z Mitrovic. Podle Augusta Sedláčka se tak stalo 20. června 1629, ale Karel Tříska uvádí roky 1659 nebo 1660.
Nový majitel panství významně rozšířil o Hradiště, Záboří, Polanku, Mladý Smolivec, Bělčice a Hvožďany a v těsném sousedství nechal založit nový lnářský zámek. Zemřel před jeho dokončením a dcery Marie Terezie a Eva Konstancie panství dne 21. ledna 1675 prodali Humprechtu Janu Černínovi za 180 000 florénů. Starý zámek poté sloužil úředníkům statku, byl v něm pivovar a ve věži vězení.
Ve druhé polovině dvacátého století zámek využívala generální prokuratura. Od jejího zrušení slouží zámecký areál kulturním účelům. V části budovy jsou zřízeny byty a kanceláře.

## Stavební podoba
Starý zámek stojí severozápadně od nového zámku na výběžku mezi Zámeckým a Podhájským rybníkem. Ke vstupní bráně vede kamenný most přes pozůstatek příkopu. Vjezd se nachází ve dvoupatrovém věžovitém jádru, ke kterému se po stranách připojují boční křídla. Do valeně zaklenutého průjezdu se vstupuje lomeným obloukem s vpadlinou pro padací most. Nad bránou se nachází pískovcové erby Volfa Novohradského z Kolovrat a jeho manželky Judity ze Šternberka. Budova je zakončena renesančním štítem členěným římsami a drobnými pilastry. Levé křídlo je dvoutraktové a má členitý půdorys způsobený postupným přistavováním. Jeho dochovaná podoba je výsledkem dlouhodobého stavebního vývoje a úpravami pro potřeby bývalého pivovaru.